# 矮石斛
矮石斛（学名：Dendrobium bellatulum）为兰科石斛属下的一个种。

## 扩展阅读
- 維基物種上的相關：矮石斛